# Ruttya
Ruttya là chi thực vật có hoa trong họ Acanthaceae.

## Hình ảnh

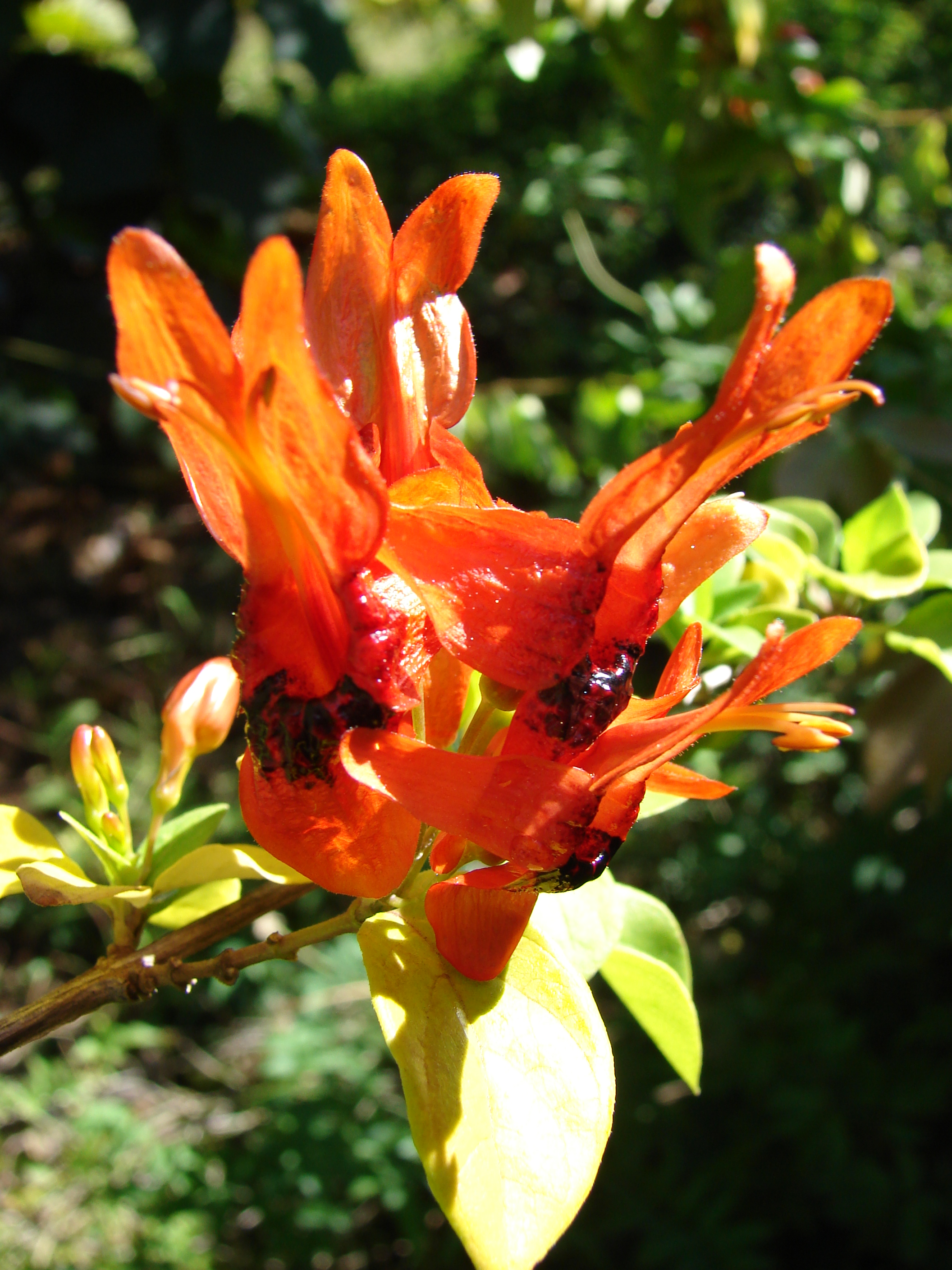